# Bargota
Bargota là một đô thị trong tỉnh và cộng đồng tự trị Navarre, Tây Ban Nha. Đô thị này có diện tích là 25,45 ki-lô-mét vuông, dân số năm 2007 là 345 người.
Đô thị nằm ở độ cao 591 m trên mực nước biển, cách tỉnh lỵ 74 km.

## Các đô thị giáp ranh
- Torres del Río và Espronceda về phía bắc.
- Armañanzas về phía đông.
- Mendavia về phía nam.
- Azuelo, Aras và Viana về phía tây.

## Biến động dân số
| Biến động dân số                                      | Biến động dân số | Biến động dân số | Biến động dân số | Biến động dân số | Biến động dân số | Biến động dân số | Biến động dân số | Biến động dân số | Biến động dân số | Biến động dân số |
| 1996                                                  | 1998             | 1999             | 2000             | 2001             | 2002             | 2003             | 2004             | 2005             | 2006             | 2007             |
| ----------------------------------------------------- | ---------------- | ---------------- | ---------------- | ---------------- | ---------------- | ---------------- | ---------------- | ---------------- | ---------------- | ---------------- |
| 396                                                   | 386              | 381              | 381              | 381              | 373              | 373              | 375              | 364              | 359              | 345              |
| Nguồn: Bargota et instituto de estadística de navarra |                  |                  |                  |                  |                  |                  |                  |                  |                  |                  |